# Rudolf Grashey
Rudolf Grashey (* 24. Februar 1876 in Deggendorf; † 24. September 1950 in Bad Tölz) war ein deutscher Arzt und Radiologe. Er war Professor für Chirurgie und für Röntgenologie.

## Leben

Denkmal am Stadtpark Deggendorf

Grashey war der Sohn des Münchener Psychiatrieprofessors Hubert von Grashey (1839–1914) und der Anna Gudden (Tochter des Psychiaters Bernhard von Gudden, der zusammen mit König Ludwig II. im Starnberger See umkam). Nach dem Abitur (1894) am Wilhelmsgymnasium München studierte er in München Medizin und promovierte 1900 dort über „Verbrennungen“. 1907 wurde er Dozent für Chirurgie. Bereits 1905 veröffentlichte er einen Atlas typischer Röntgenbilder vom normalen Menschen, dem 1908 ein Atlas chirurgisch-pathologischer Röntgenbilder folgte.
1905 gehörte Grashey zu den Initiatoren der Deutschen Röntgengesellschaft. Später übernahm er die Redaktion der Zeitschrift Fortschritte auf dem Gebiet der Röntgenstrahlen.
Nach seiner Habilitation 1908 über Die Untersuchungen von Frakturen mit Röntgenstrahlen wurde er 1911 in München zum außerordentlichen Professor für Chirurgie berufen. Nach der Tätigkeit als Oberstabsarzt und Chirurg an der Front im Ersten Weltkrieg wurde er 1920 Chefarzt der Physikalisch-Medizinischen Abteilung des Krankenhauses München-Schwabing. 1924 erteilte die Münchner Universität ihm auf Grund seiner Forschungen einen Lehrauftrag für Radiologie. Im selben Jahr erschien sein Werk Irrtümer der Röntgendiagnostik und Strahlentherapie.
Vier Jahre später erhielt er den ersten deutschen Lehrstuhl für Röntgenologie und medizinische Strahlenheilkunde an der Universität Köln, wo er bis zur Zerstörung seines Instituts durch einen Bombenangriff 1944 wissenschaftlich arbeitete. Am 19. Oktober 1937 beantragte er die Aufnahme in die NSDAP und wurde rückwirkend zum 1. Mai desselben Jahres aufgenommen (Mitgliedsnummer 5.573.266). Er war ermächtigt zum Vornehmen von Sterilisationen durch Bestrahlung. Außerdem war er Mitherausgeber der zur NS-Zeit propagandageprägten Münchner Medizinischen Wochenschrift.
Grashey beschäftigte sich vor allem mit der medizinischen Analyse von Röntgenaufnahmen, mit den Schwierigkeiten bei der Röntgendiagnostik und den möglichen Schädigungen durch Röntgenstrahlen. Nach Kriegsende wurde er in der Entnazifizierung in die Kategorie V („entlastet“) eingestuft. Bis zu seiner Emeritierung im Jahr 1949 wirkte Grashey mit großem Einsatz unter schwierigen Bedingungen an der Berliner Charité bei Ernst Ferdinand Sauerbruch (1875–1951), mit dem ihn schon 1918/19 an der Münchener Chirurgischen Klinik eine enge Zusammenarbeit verbunden hatte.
Zum Menschen Grashey gehörte auch sein feiner Sinn für Humor, der sich in Beiträgen für die satirischen Zeitschriften Fliegende Blätter und Meggendorfer Blätter bzw. auf der von ihm begründeten humoristischen Seite Die Insel in der Münchner Medizinischen Zeitschrift niederschlug. Unter dem Künstlernamen „R. Würstl“ veröffentlichte er 1922 gemeinsam mit dem Schriftsteller Julius Kreis, der sich hinter dem Pseudonym „A. Kraut“ versteckte, den Lustigen Stadtführer von München. Die Bayerische Röntgengesellschaft erhält mit der Verleihung der Grashey-Medaille an verdiente Röntgenologen die Erinnerung an Rudolf Grashey.
Grashey zählt zu den bekanntesten Söhnen Deggendorfs. In seiner Heimatstadt wurde ein Denkmal für ihn errichtet und eine Straße nach ihm benannt. Im Mai 2007 wurden Denkmal und Straßenbenennung unter Hinweis auf Grasheys Rolle in der Zeit des Nationalsozialismus in Frage gestellt. Die Stadt beauftragte einen Historiker mit Nachforschungen und sprach sich gegen vorschnelle Entscheidungen aus: Eine NSDAP-Mitgliedschaft alleine sei kein Grund für die Rücknahme der kommunalen Ehrungen. Es sei zudem unklar, ob durch Grashey tatsächlich Sterilisierungen vorgenommen worden seien. Eine entsprechende Ermächtigung hätte für 150 Mediziner und Kliniken bestanden.

## Veröffentlichungen (Auswahl)
- Atlas typischer Röntgenbilder vom normalen Menschen. Lehmann, München 1905 (9., durchges. u. weiter verb. Aufl., bearb. von Rudolf Birkner. Urban & Schwarzenberg, München u. a. 1955). archive.org
- Atlas chirurgisch-pathologischer Röntgenbilder. (= Lehmann’s Medizinische Atlanten; 6). Lehmann, München 1908.
- Röntgenuntersuchung bei Kriegsverletzten (= Taschenbuch des Feldarztes; 9). Lehmann, München 1918.
- Röntgenologie (= Handbuch der Ärztlichen Erfahrungen im Weltkriege 1914/18; 9). Barth, Leipzig 1922.
- Irrtümer der Röntgendiagnostik und Strahlentherapie. Thieme, Leipzig 1924.